# Города Шотландии

## Крупнейшие города Шотландии
- Эдинбург — столица Шотландии
- Ланарк
- Фолкерк
- Перт
- Килмарнок
- Инвернесс
- Данди
- Аллоа
- Керкуолл
- Глазго
- Абердин

## Восток Шотландии
- Беллсхилл
- Брикин
- Монтроз
- Сент-Андрус
- Стерлинг

## Запад Шотландии
- Гринок
- Эрвин
- Форт-Уильям
- Берсден
- Килуиннинг
- Ротсей

## Юг Шотландии
- Моффат
- Керкубри
- Порт-Эллен
- Росайт
- Селкерк
- Странрар
- Дамфрис

## Север Шотландии
- Лохинвер
- Элгин
- Уик
- Терсо
- Нэрн
- Леруик
- Кинлохберви
- Инверури
- Дингуолл
- Аллапул